# Goera jaewoni
Goera jaewoni är en nattsländeart som beskrevs av Park och Bae 1999. Goera jaewoni ingår i släktet Goera och familjen grusrörsnattsländor. Inga underarter finns listade i Catalogue of Life.